# カンポット
カンポット(クメール語：កំពត)は、カンボジア南部カンポット州の州都。
2019年の人口は3万2053人。
タイランド湾からわずか数km内陸に位置する。ケップからも近い。胡椒の町として有名であった。胡椒は現在もカンボジア国内で広く消費されている。

## ギャラリー

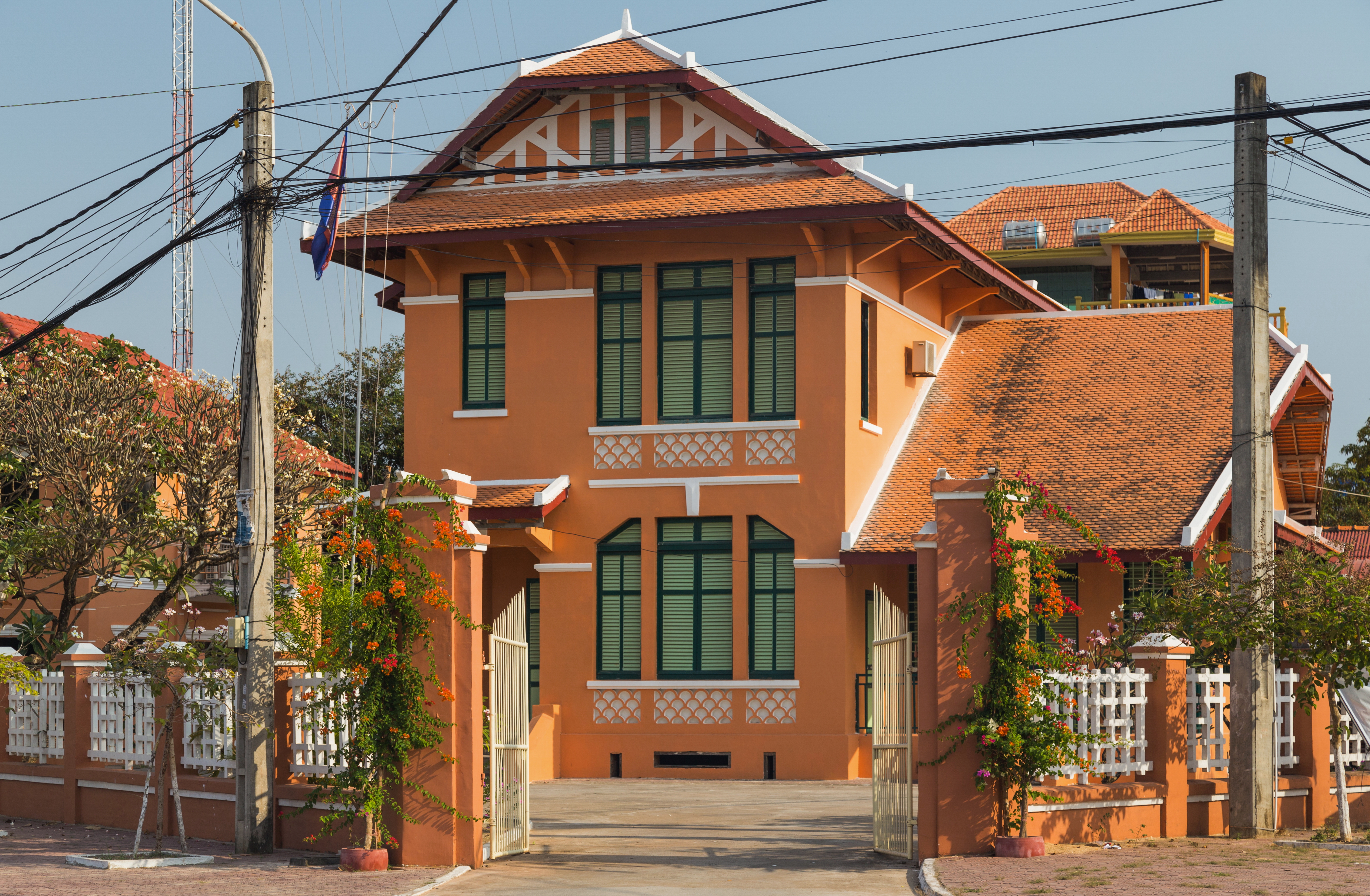
Department of Information, Kampot province
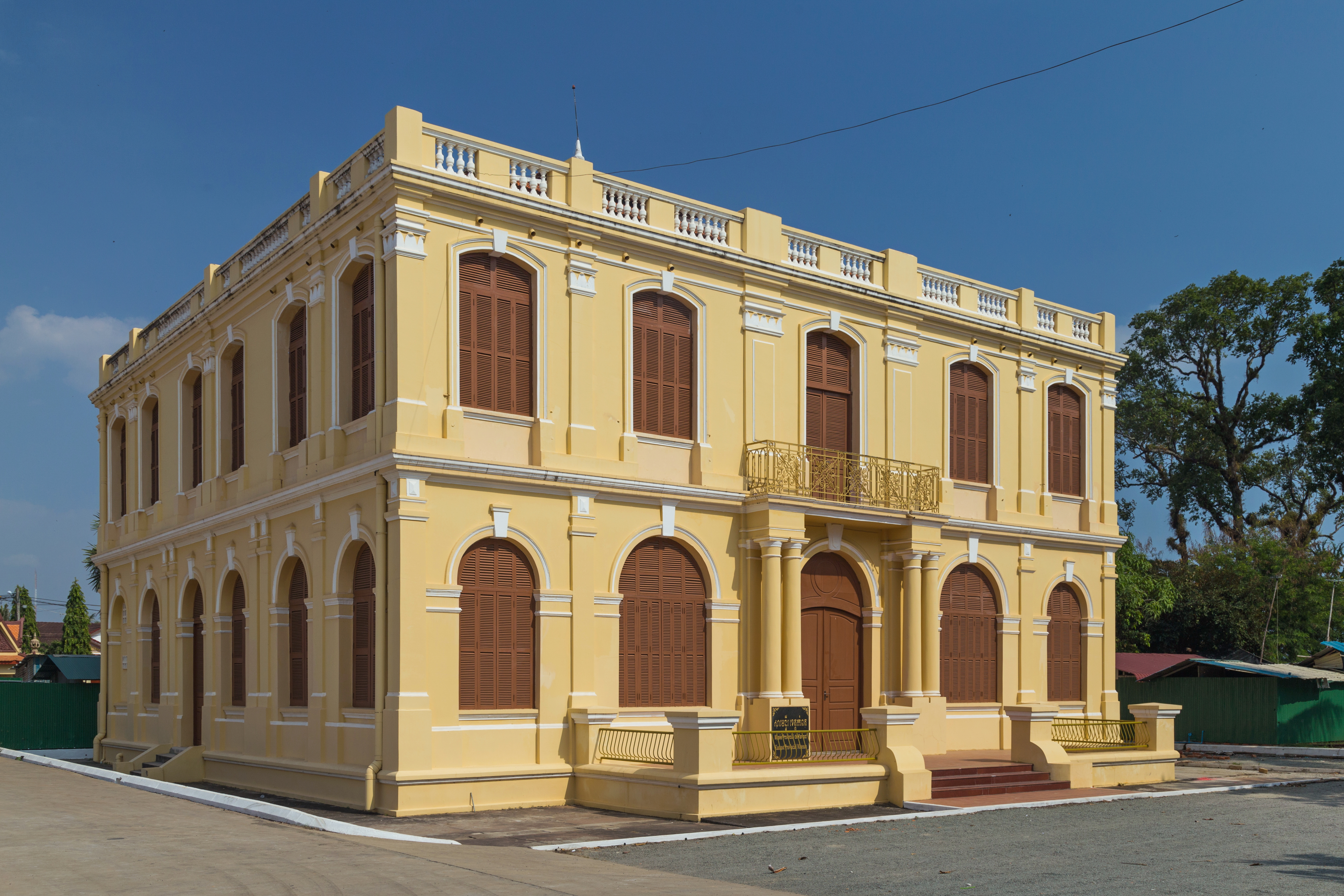
Kampot Provincial Museum
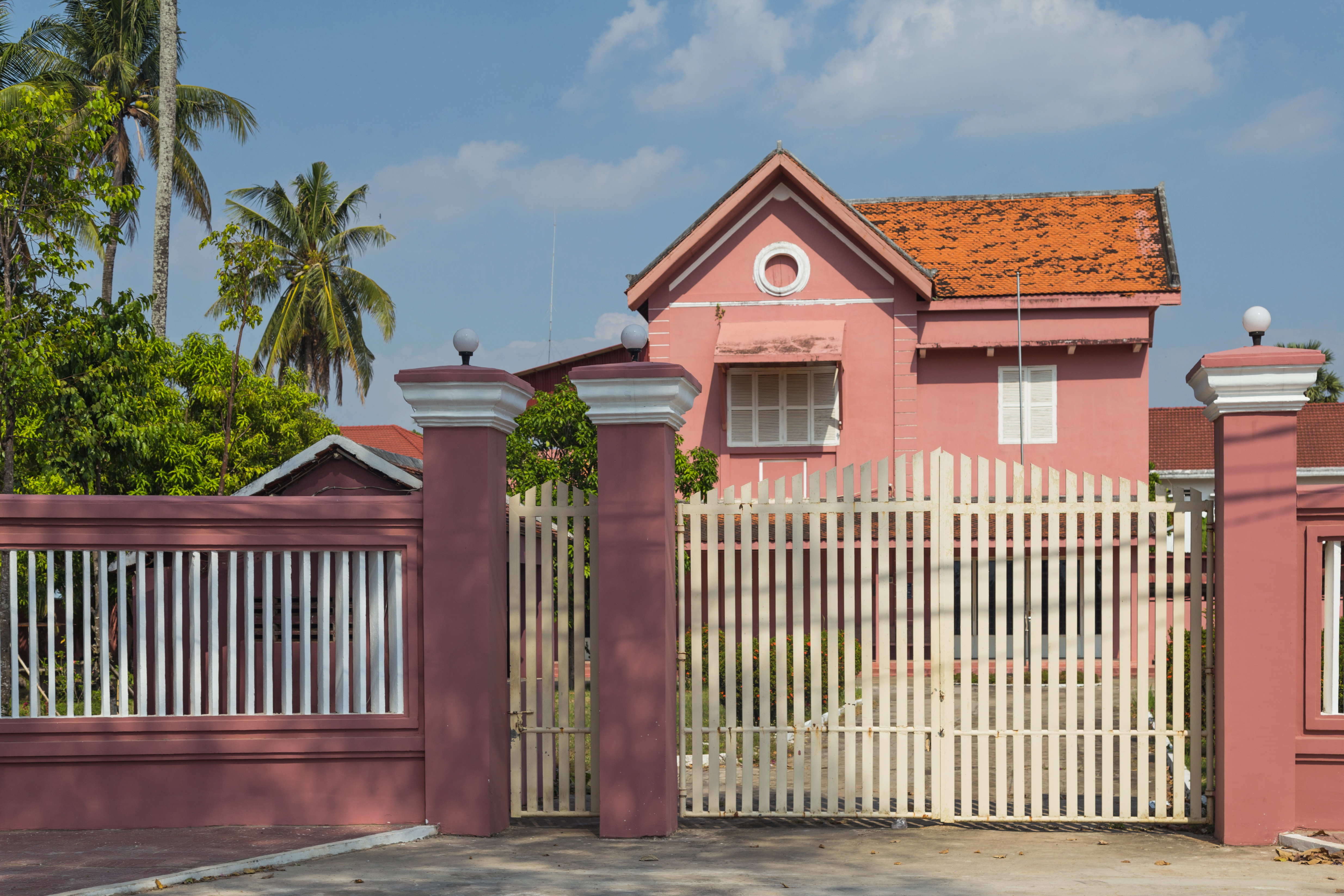
National Bank of Cambodia, Kampot
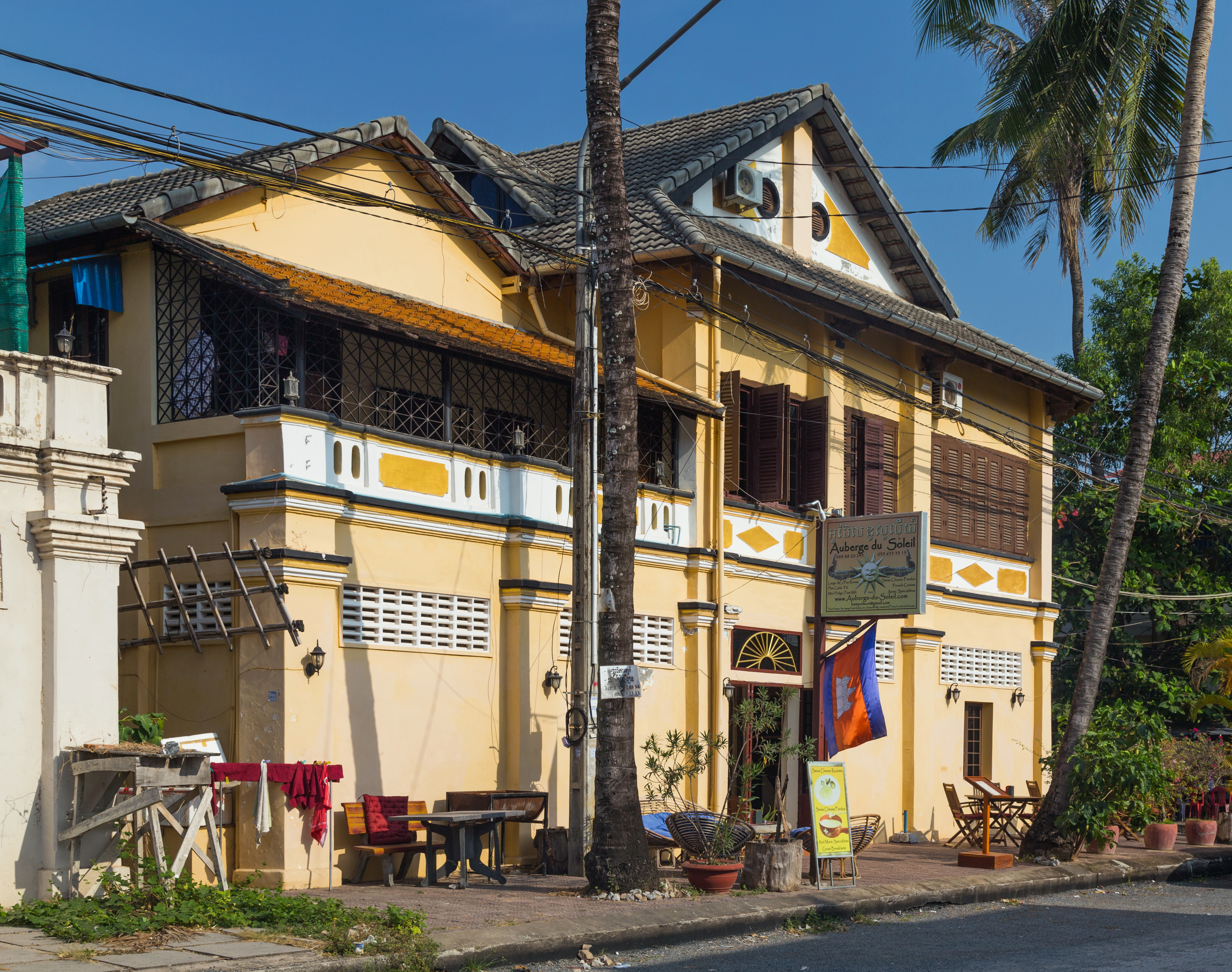
L'Auberge du Soleil
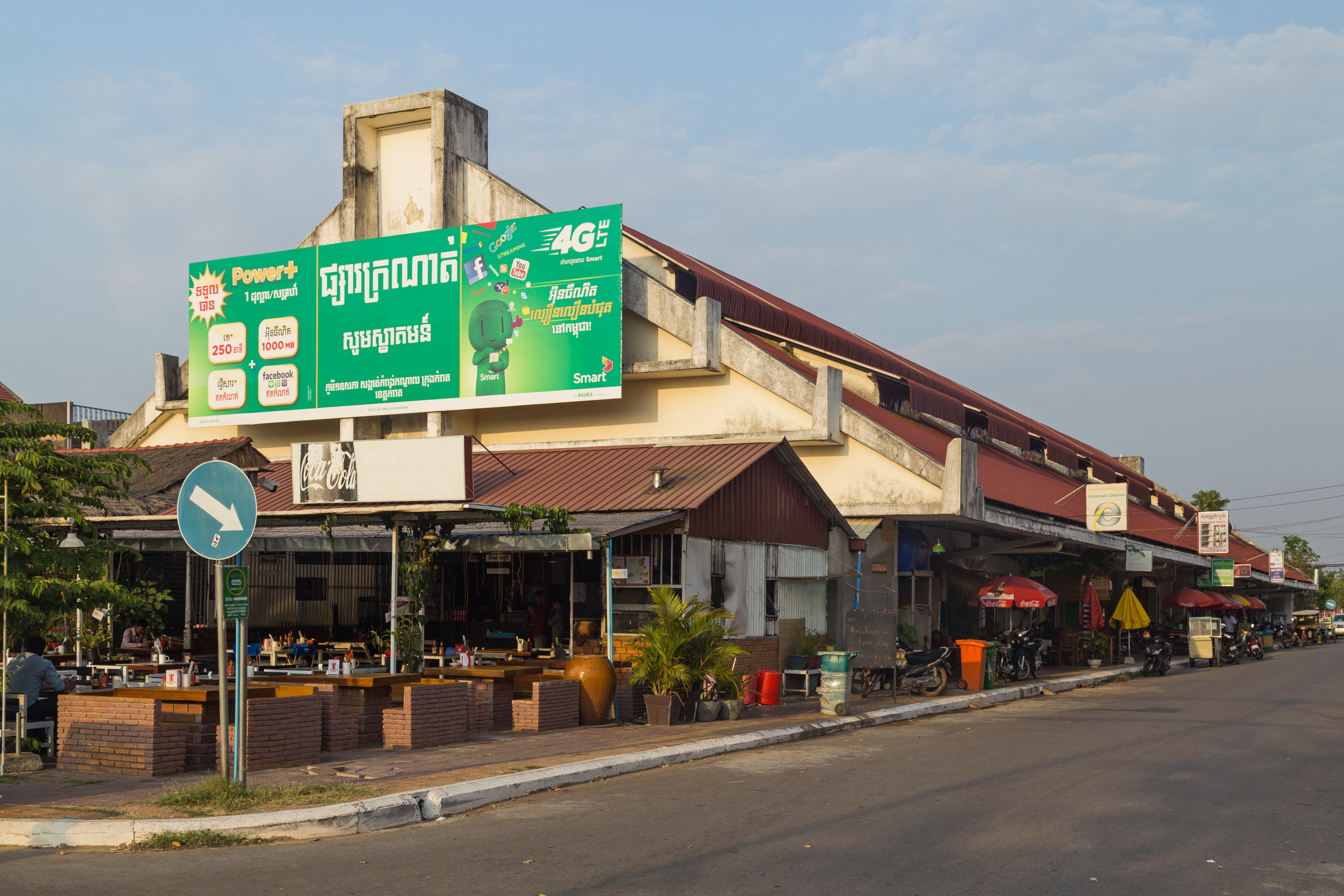
Old market
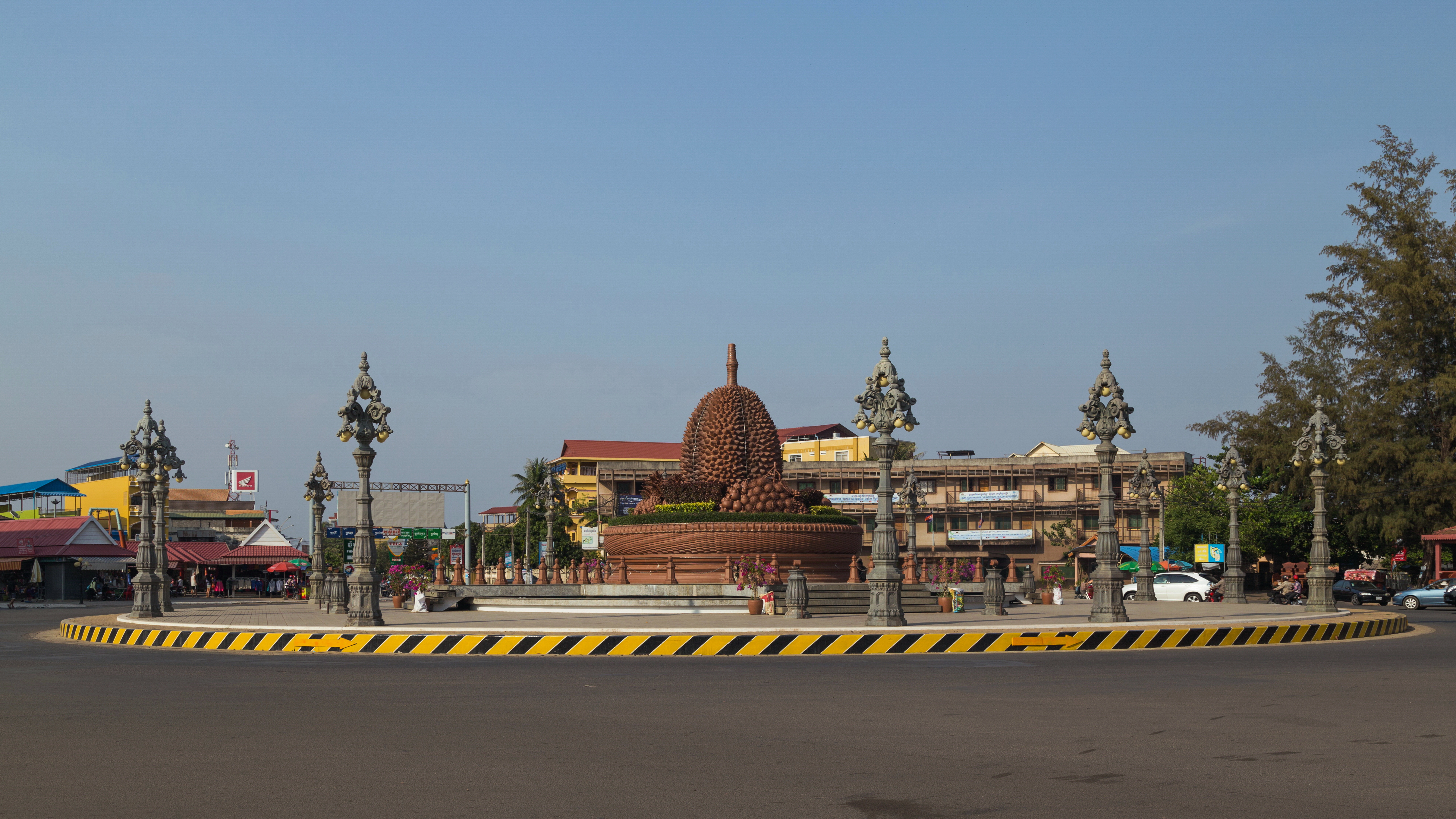
Durian roundabout
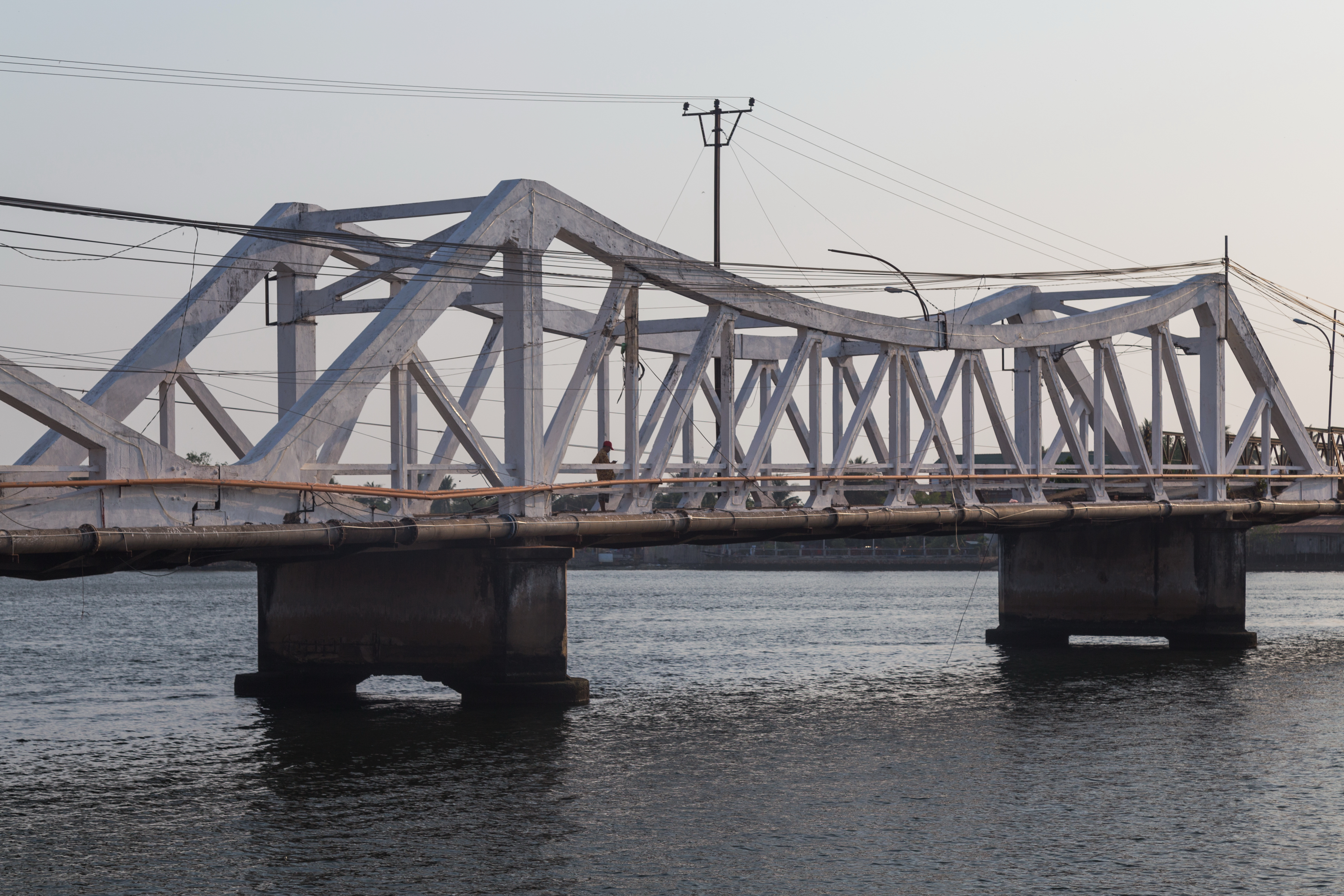
Old bridge
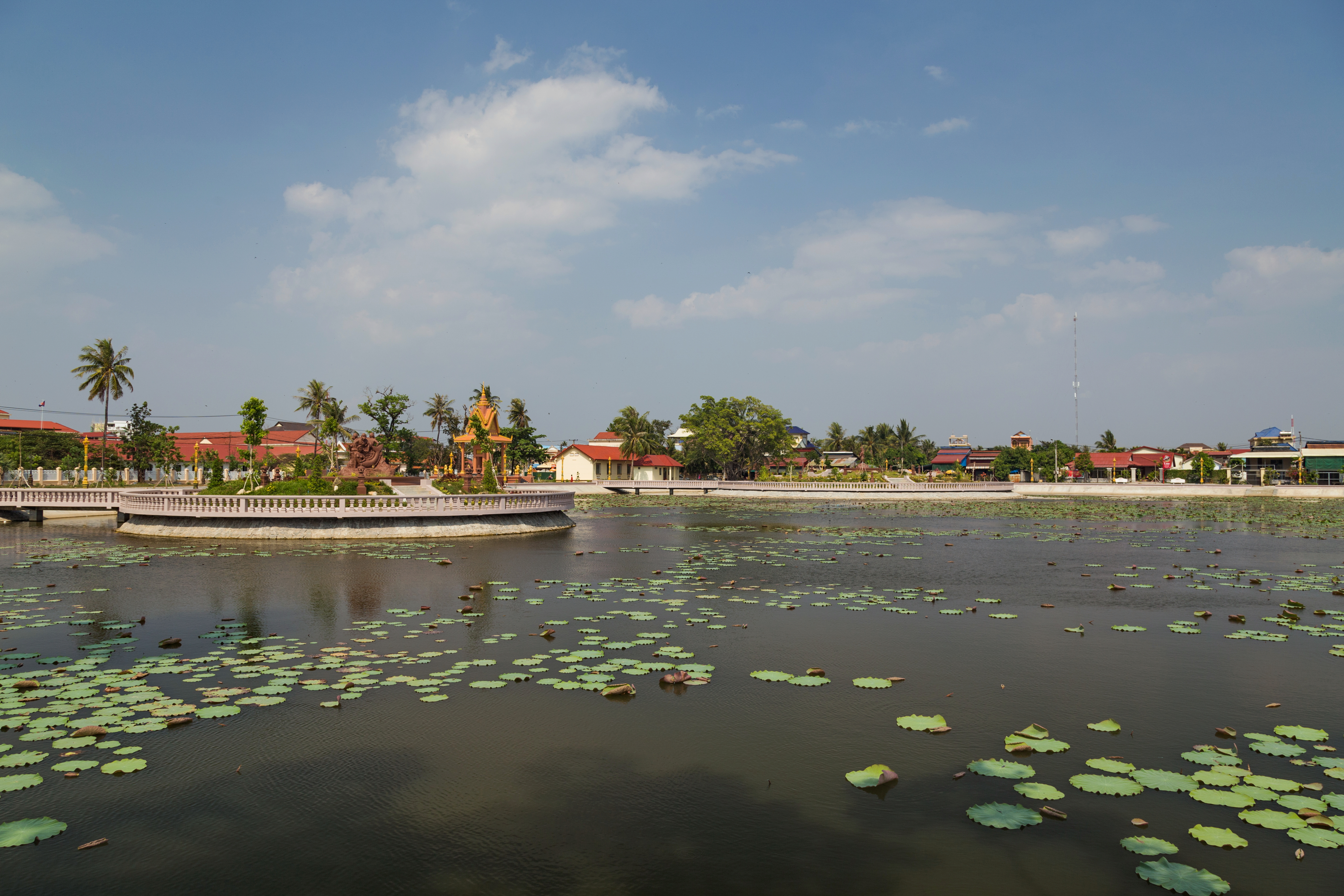
Lotus pond
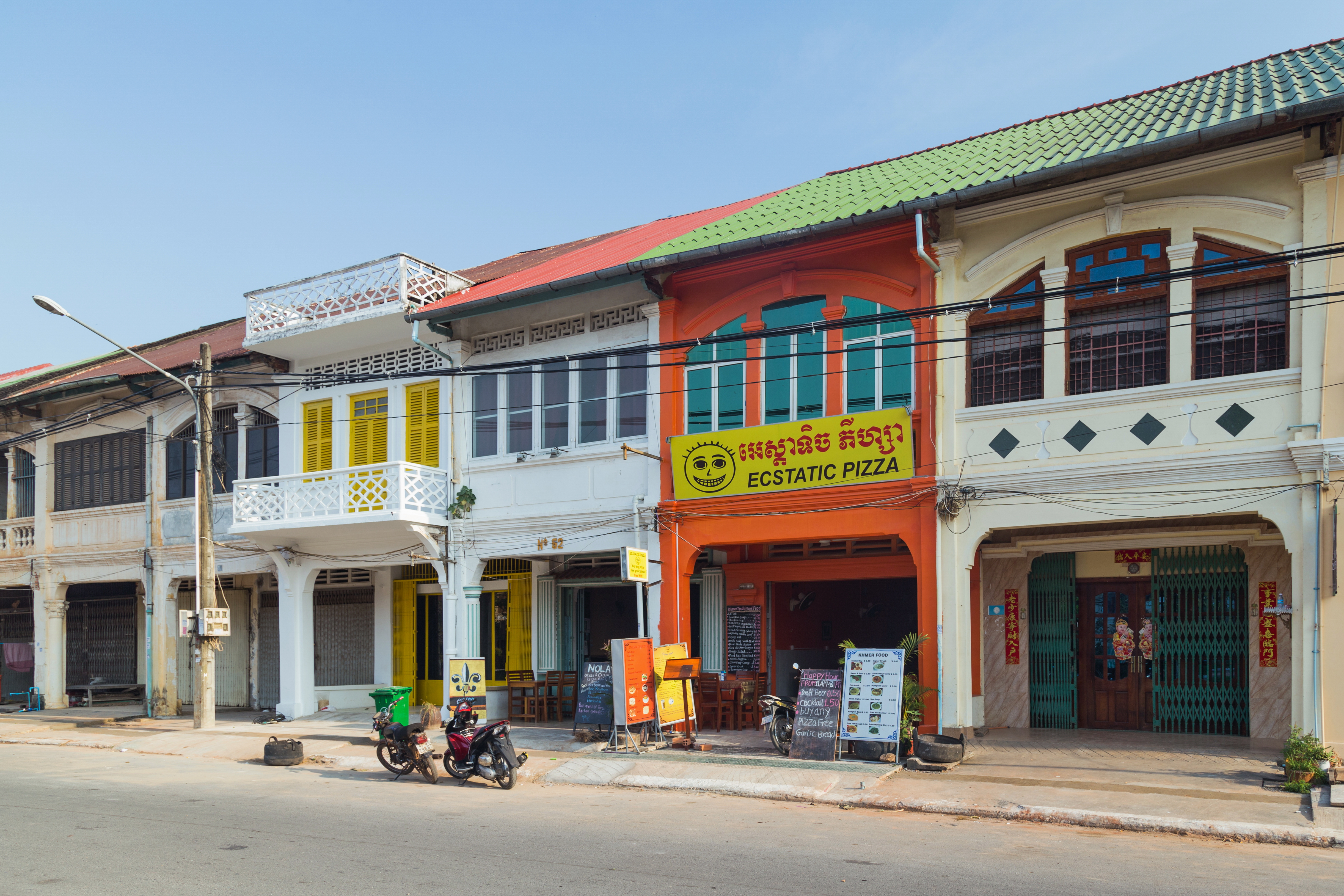
Shophouses
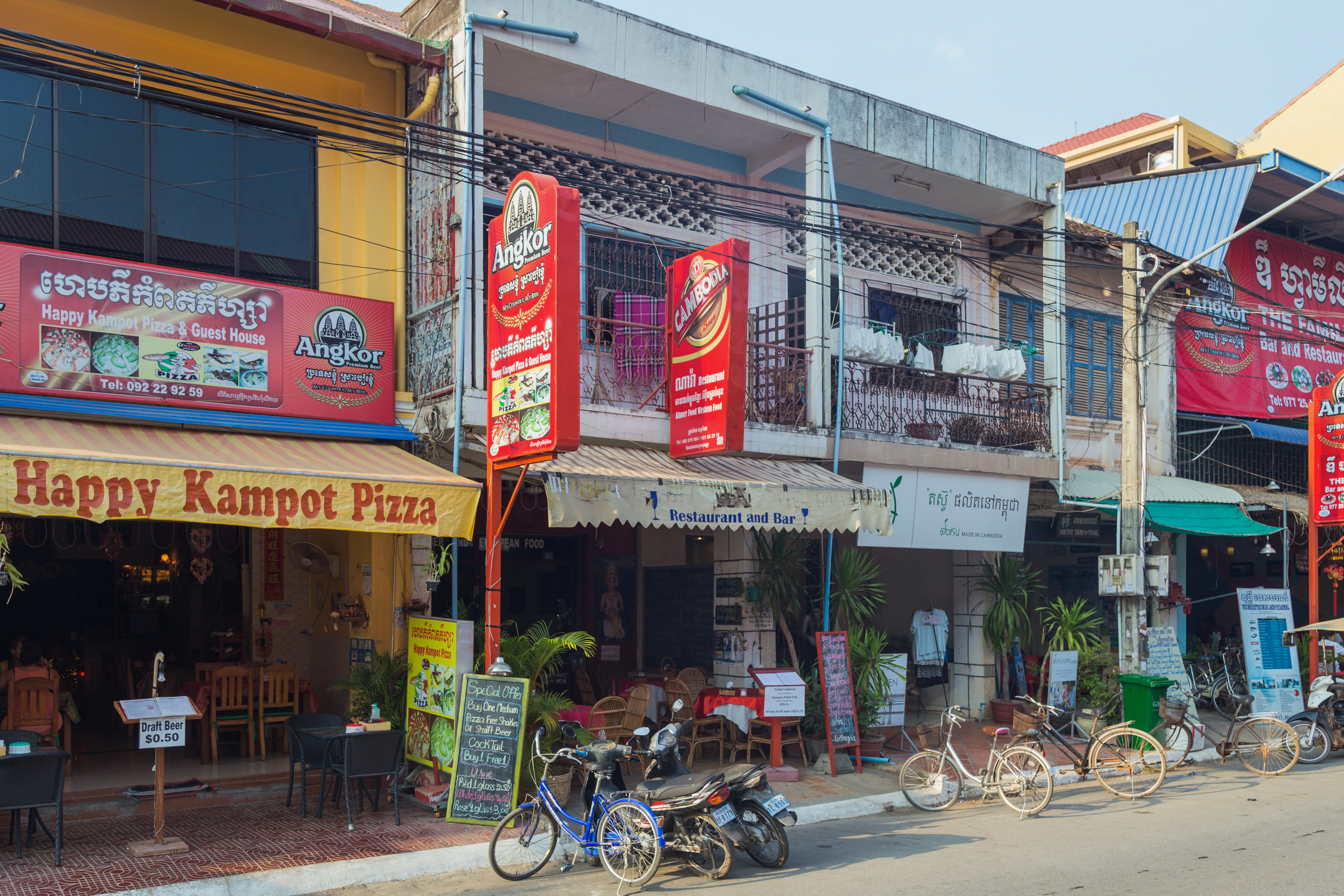
Shops and restaurants
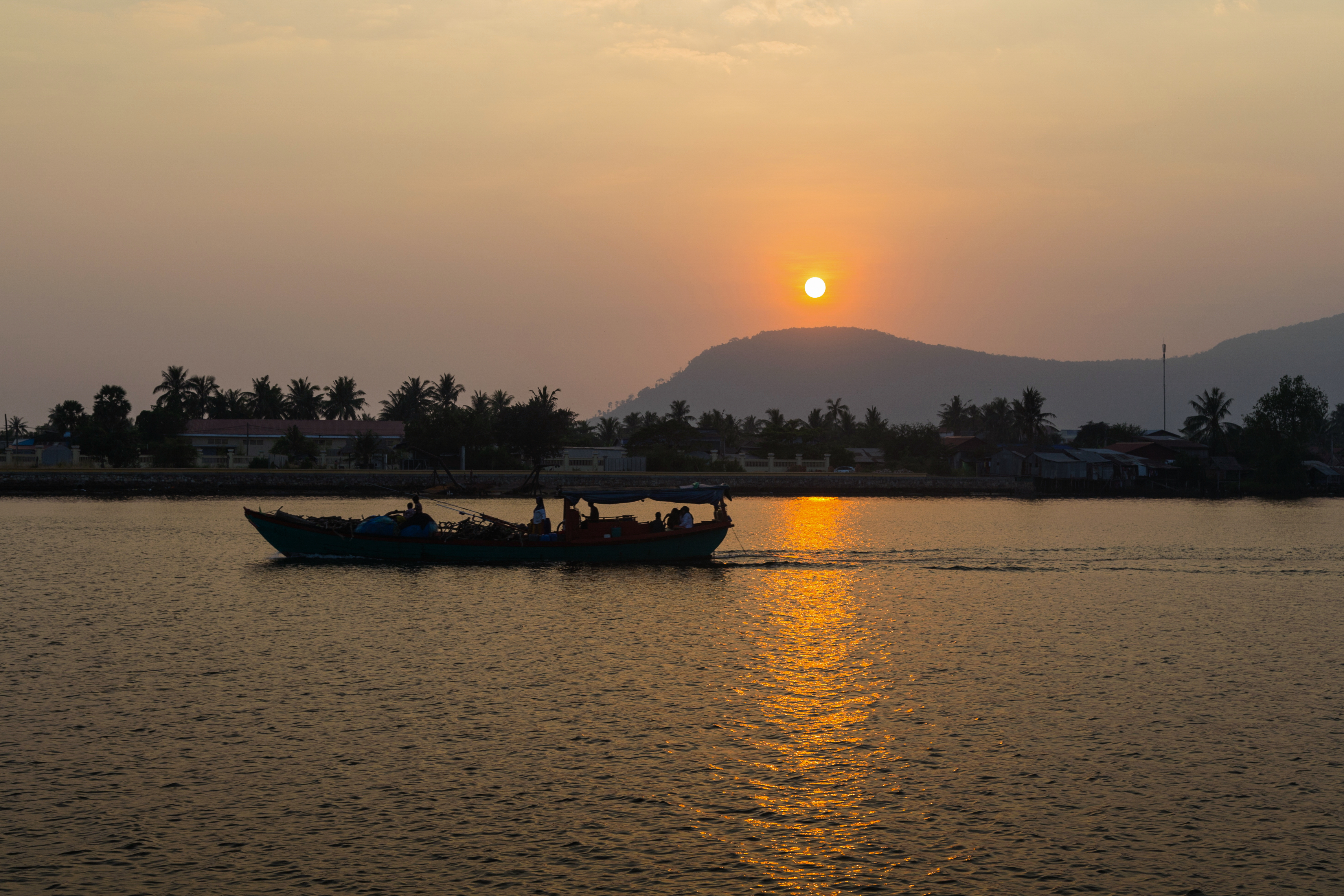
Praek Tuek Chhu River
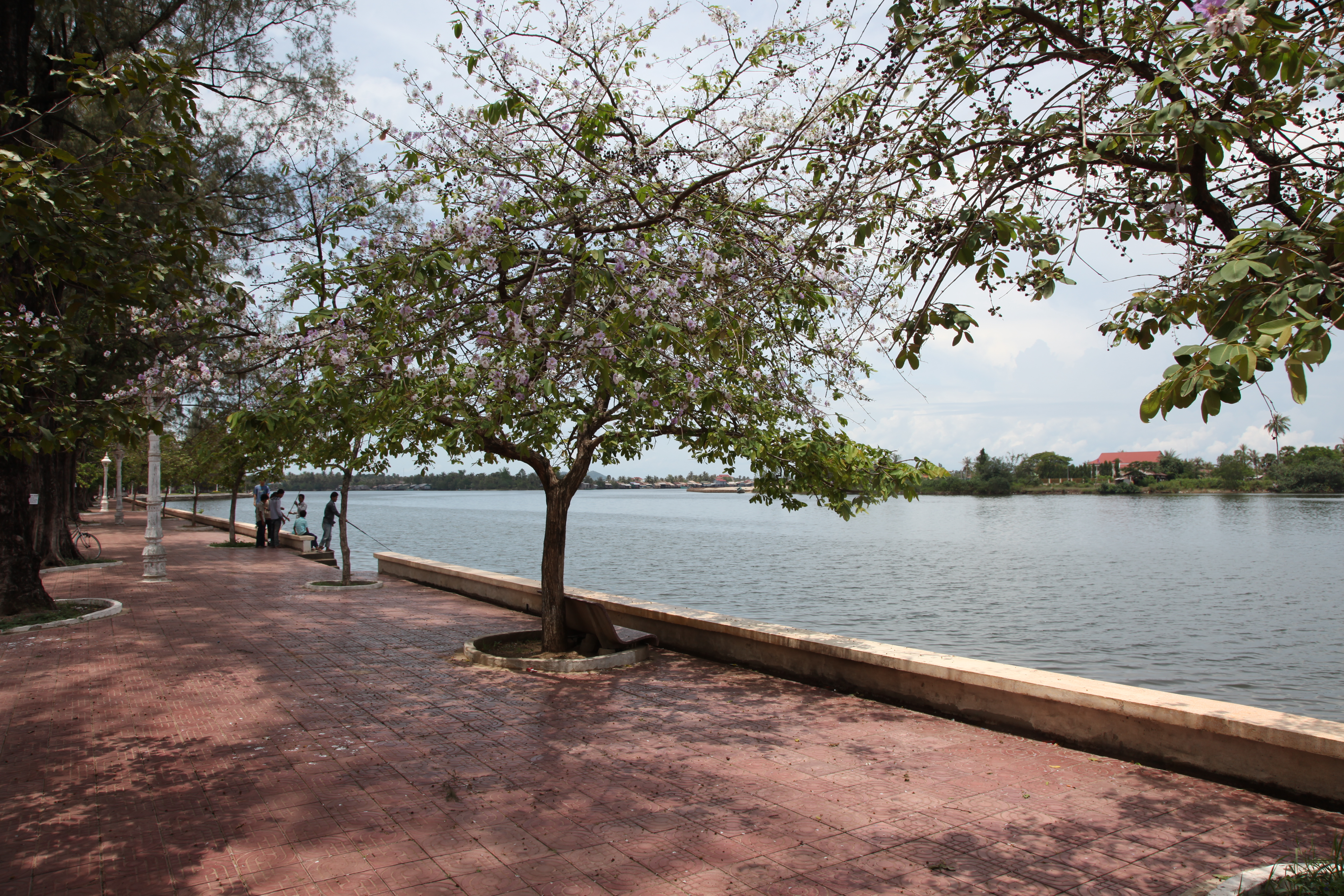
Riverside promenade